# L'Homme qui cherche la vérité
Pour plus de détails, voir Fiche technique et Distribution.
L'Homme qui cherche la vérité est un film français d'Alexander Esway sorti en 1940.

## Synopsis
Jean Vernet est un banquier plein de bonté et tout à fait satisfait de son sort. Tout le monde lui fait de grands sourires et il a une charmante maîtresse, Jacqueline Diel. Tout cependant n'est pas aussi rose qu'il y paraît. Adrienne, la sœur de Jean, déteste Jacqueline et il semblerait que Fernand, le filleul du banquier, qu'il a recueilli, élevé et choyé, soit devenu l'amant de sa chère Jacqueline. Déboussolé, Jean Vernet veut en avoir le cœur net : il décide de simuler la surdité pour savoir ce que pense vraiment son entourage...

## Fiche technique
- Titre : L'Homme qui cherche la vérité
- Réalisation : Alexander Esway
- Assistant-réalisateur : Charles Barrois
- Scénario et dialogues : Pierre Wolff
- Photographie : Victor Arménise
- Cadreur : Paul Portier
- Assistant-opérateur : Henri Janvier
- Montage : Maurice Serein
- Musique originale : Adolphe Borchard
- Décors : Henri Ménessier
- Son : Jacques Hawadier
- Producteurs : Joseph Bercholz, Edouard Gide
- Société de production : Les Films Gibé
- Pays de production :  France
- Format : Noir et blanc — 35 mm — 1,37:1 — Son : Mono
- Genre : Comédie
- Durée : 90 minutes (1 h 30)
- Date de sortie : 
  - France : 20 mars 1940

## Distribution
- Raimu : Jean Vernet, un banquier qui simule la surdité pour mieux sonder son entourage
- Jacqueline Delubac : Jacqueline Diel, la charmante maîtresse de Vernet
- Gabrielle Dorziat : Adrienne, la sœur de Vernet qui désapprouve sa liaison
- André Alerme : Victor, son beau-frère coureur
- Jean Mercanton : Fernand, le filleul de Jean qu'il a recueilli, élevé et choyé
- Yvette Lebon : Gracieuse, la petite poule
- Jean Tissier : Leduc, le cinéaste
- Suzanne Dehelly : Madame Lamblin
- Nicolas Amato : le maître d'hôtel
- Paul Escoffier
- René Génin : le médecin de famille
- Jacques Henley
- André Numès Fils : un employé de la banque
- Michèle Olivier : la dame sourde
- Georges Paulais : le spécialiste
- Robert Seller : Auguste, le majordome
- Félicien Tramel : Lamblin, le caissier, ami fidèle de Jean
- Robert Rollis : le livreur de pneumatique
- Léonce Corne : Ernest Duflaire, le détective
- Palmyre Levasseur : Émilie, la cuisinière
- Lydie Vallois
- Georges Bever